# Raduń, Hạt Gryfice
Raduń [ˈraduɲ] (tiếng Đức: Radduhn) là một khu định cư ở khu hành chính của Gmina Gryfice, thuộc Hạt Gryfice, West Pomeranian Voivodeship, ở phía tây bắc Ba Lan. Nó nằm khoảng 6 kilômét (4 mi)   phía đông bắc Gryfice và 75 km (47 mi) về phía đông bắc của thủ đô khu vực Szczecin.
Trước năm 1637, khu vực này là một phần của Duchy of Pomerania. Đối với lịch sử của khu vực, xem Lịch sử của Pomerania.
Khu định cư có dân số là 116 người.